# 日本語の活用形

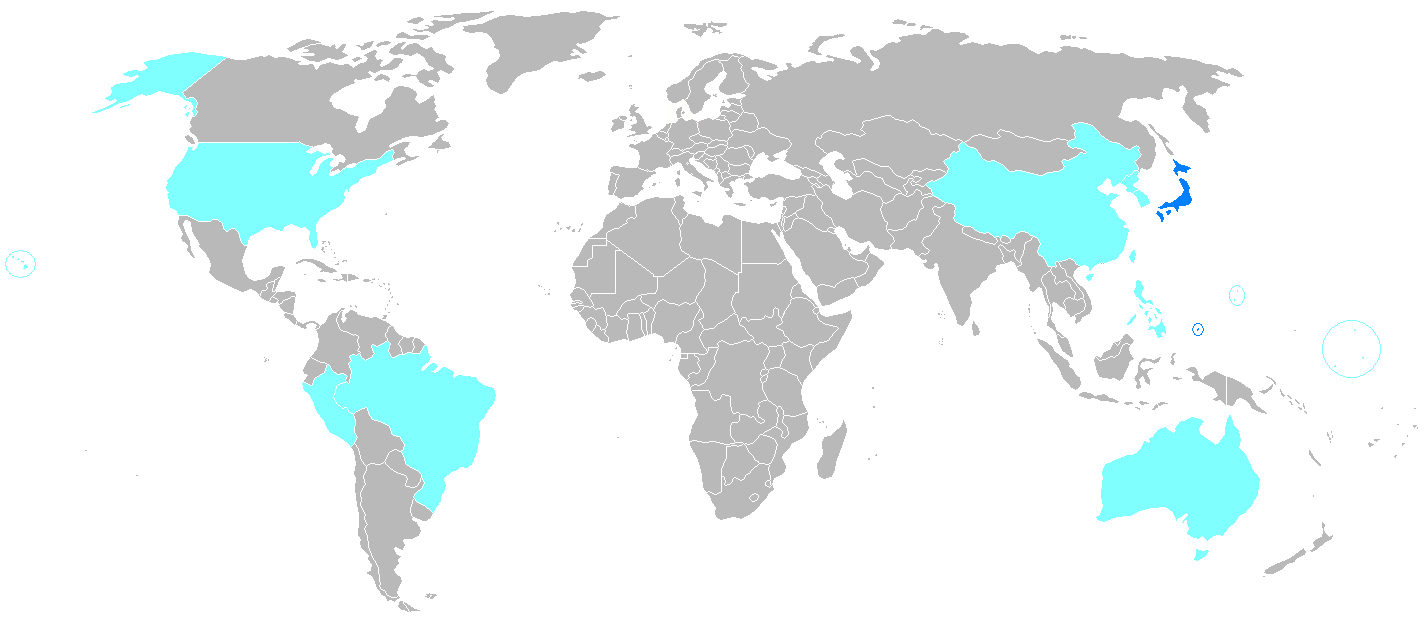
日本語が主要言語または公用語である国や地域
日本語が少数言語として使用される国や地域

日本語の活用形（にほんごのかつようけい）は、日本語において、ある語が活用した結果、どのような形になるかについて命名したもの。

## 概説
命名についてはいくつか未整理な部分がある。例えば「どこまでを語幹とし、残りの部分をどのような形態素として解析するか」については、いまのところ学校文法を含む文法理論において未解決であり、いくつかの批判がある。
ある語の活用形には語によって固有のパターンがあり、そのパターンによって分類される。例えば現代語の動詞については、「一段活用」「五段活用」「サ行変格活用」「カ行変格活用」などに分類されるが、これを「活用形の種類」と呼ぶと煩雑になるため、「活用型」と表記するやりかたが日本語処理の分野においてはみられるが、国文法学の研究や国語教育・日本語教育の分野においては普及していない。

## 活用研究の歴史

### 近代以前
活用という事実についての一応の認知は、中世において断片的ではあるが出現している。初期のものとしては、鎌倉時代に成立したとされる『八囀声抄』があり、梵語の名詞の格変化である八囀声と同種の現象が日本語にも存在するとして、それを動詞の語尾変化にあてた。また、室町時代に歌学の世界で行われた係り結び研究においても、単純なものではあるが、活用の規則性を捉えている。

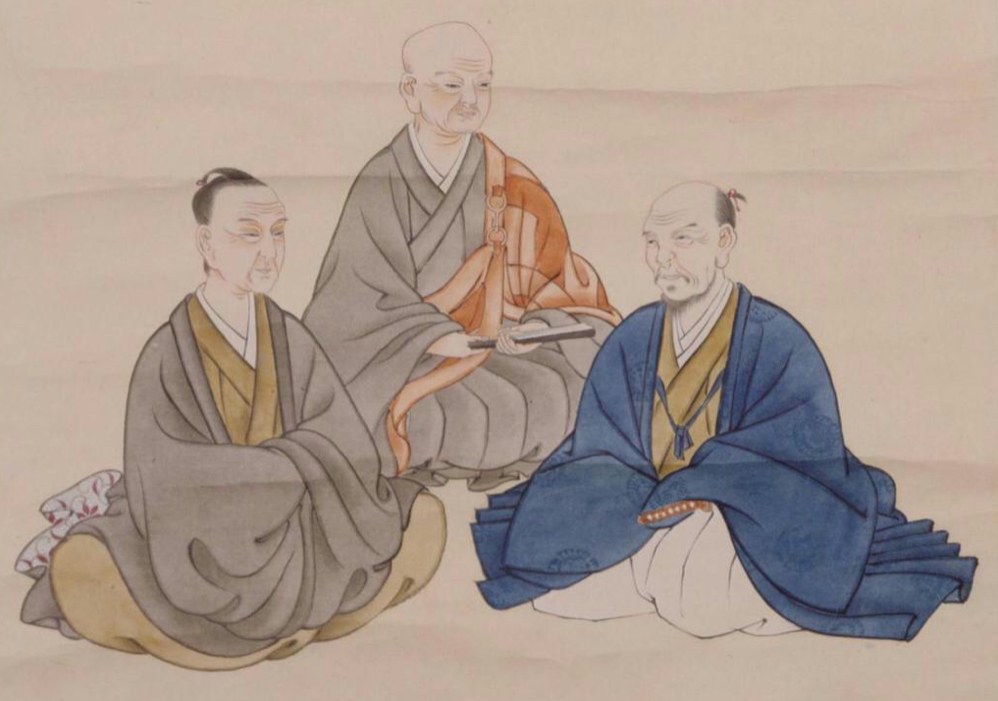
国学の三哲
左から本居宣長、契沖、賀茂真淵。

活用に関する諸事実が明らかになったのは、江戸時代に入ってからのことであり、主として国学において発展した。例えば賀茂真淵が『語意考』に示した「五十聯音」には、「初」「体」「用」「令」の名があり、谷川士清が『日本書紀通証』に示した「倭語通音」には、「未定」「已然」「告人」「自言」の名がある。これらは一種の概括的な活用図というべく、この種のものとしては初のもので、「活用図の源流」というよりは「五十音図の音義的解釈」と見るべきものであるが、活用についての一応まとまった考察が初めて出現した点において、史的価値がある。
これを受けて本居宣長は『御国詞活用抄』で活用を分類した。宣長とは別に富士谷成章は、『脚結抄』冒頭の「装図」において「本」「末」「引靡」「往」「目」「未」「靡伏」「伏目」「立本」と区分し、語形変化と下位類化を示している。両者の研究は、いずれも和歌の「てにをは」研究から出発しており、その深化のうちから活用論が生まれたのである。

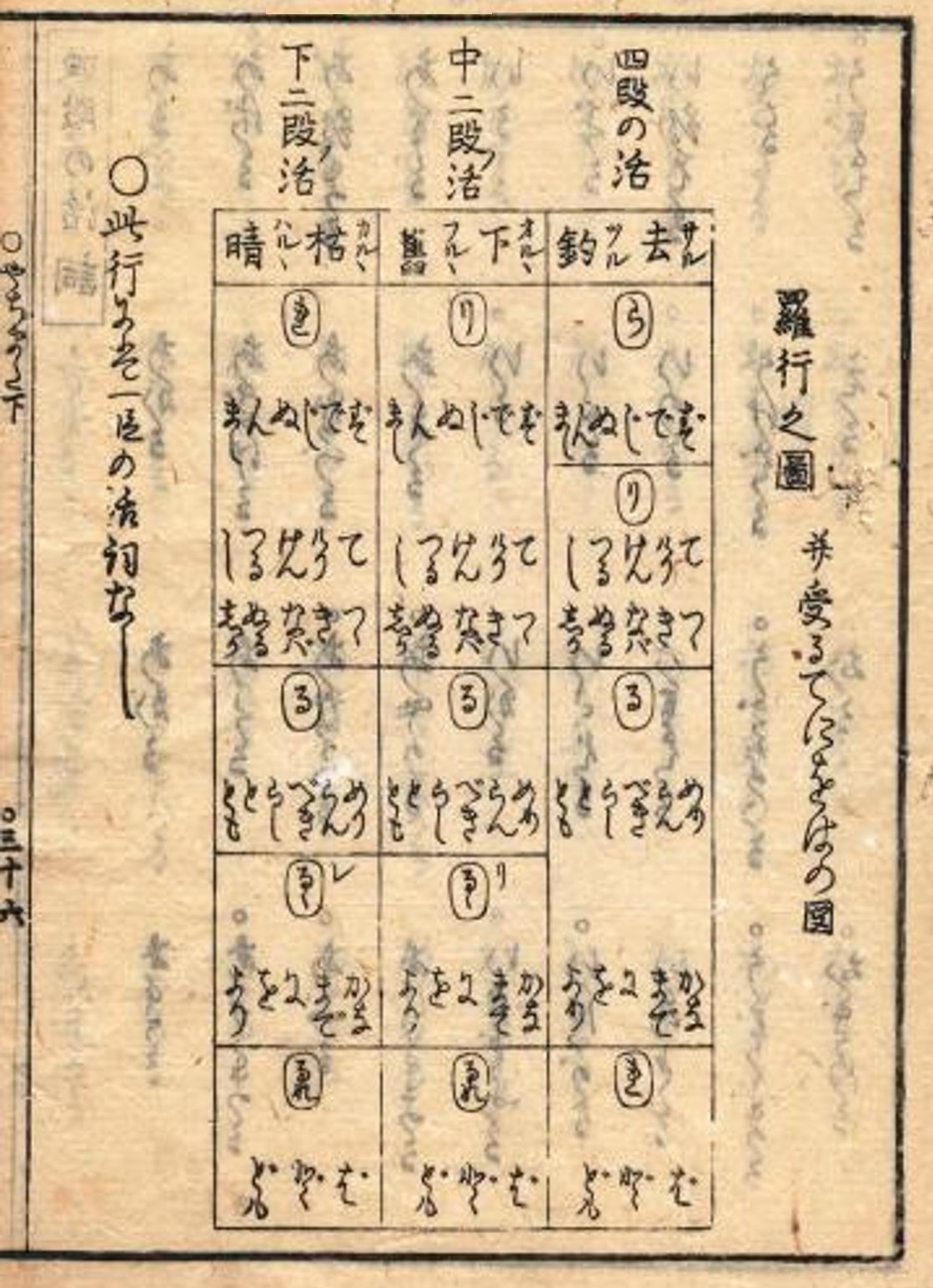
本居春庭『詞八衢』
五十音図の「段」に基づく型によって動詞の活用との関係性を明示した。

やがて活用研究は、主として宣長の弟子筋によって展開した。鈴木朖は『活語断続譜』で活用形を1等から8等に分け、それぞれの役割を明らかにした。これにより、活用現象が語の切れ続きによるものであることが明確化した。宣長の実子である本居春庭は、『詞八衢』で動詞の活用を「四段」「一段」「中二段」「下二段」「変格」の5種類に分類しているほか、『詞通路』では動詞を「自他」「兼用」「延約」の3種の観点により1段から6段に分けている。
その後、『詞八衢』の欠を補ったり、誤を正したりなどの研究が多く出現した。中でも注目すべきは東条義門の存在である。義門は『活語指南』において活用形を「将然言（未然言とも）」「連用言」「截断言」「連体言」「已然言」「希求言」という6つに分類しており、その本質論を『山口栞』などで整理した。あまりに活用を重視するため、活用語を一つに混じて形式の類似によって表示するのみならず、言語の分類においても活用を至上の原理と考えたことで、他の重要な言語の性質に目を覆ってしまっているが、これは義門が活用に機能的意義を認めていたからである。
この他には富樫広蔭がいる。広蔭は『詞玉橋』と『辞玉襷』において、単語を「言」「詞」「辞」に分類した上で、「辞」を活用の有無から「静辞」と「動辞」に分けている。この分類は近代の文法学においても大体が通用するものとなっている。なお、広蔭は活用形の名称に「未然段」「続詞段」「断止段」「続言段」「已然段」「仰」を用いている。

### 近代以降
西洋文典の影響を受けた活用の解釈は、すでに幕末の頃から出現している。例えばオランダ語文典を下敷きにした鶴峯戊申『語学新書』は、「現在格（終止形にあたる形）・過去格（連用形にあたる形）・未来格（未然形にあたる形）」という3つを説いた。
明治時代に入ると、古来の日本語研究と西洋言語学とを吟味して文法理論を整理したものが続出した。中でも大槻文彦は、『言海』の中で文法論「語法指南」を記し、後にこれを増補して『広日本文典』として、体系的な近代的文法学説を作り上げた。なお、大槻は活用形を「第一終止法」「連体法・第二終止法」「第三終止法」「不定法」「中止法・連用法・名詞法」「命令法」の順に挙げている。
大槻は黒川真頼の『詞の栞』の講義にたびたび列席しており、真頼の文法学説には義門の『詞の道しるべ』の受容が指摘されている。事実、真頼は活用形を「将然言」「連用言」「終止言」「連体言」「已然言」「希求言」と名づけている。

## 活用形と活用型
「未然形」「連用形」は活用形であるが、活用が行われる際には何種類かのパターンがあり、「五段活用」「一段活用」「不規則活用」などの分類が、これにあたる。これは「活用の型」あるいは「活用型」とも書く。「かつようけい」と「かつようがた」と呼びわけることもある。活用型は動詞以外の形容詞、および形容動詞などにもあるとされる。「です」「ます」などは、活用表そのものが一つの活用型とみなして差し支えない。

### 動詞の活用形
学校文法に基づく現代語の文法においては、日本語の動詞の活用形には「未然形」「連用形」「終止形」「連体形」「仮定形」「命令形」の六つがあるとされる。
しかし、この分類では五段動詞の「書く(kak-u)」の未然形「書かない（kak-a-na-i）」「書こう(kak-ou)」では接尾部分が「-a-」「-ou-」と異なっているため、「-a-」以降に「ない」「ず」「ぬ」などの否定の意味を表す語が続く形を「打消形」と呼んで区別するという方法もある。
また、「仮定形」は「原因→結果」「前提→結論」などを表すので「寄らば斬るぞ」「人を呪わば穴二つ」「毒を喰らわば皿までねぶれ」には適合するが、「柿くへば鐘が鳴るなり法隆寺」では「柿をくふ」ことは「鐘が鳴る」ことの原因ではなく、単なる事象の生起順序を表すものでしかない。そこでこれを区別して、
- 仮定形:寄らば・呪わば・喰わば・急がば
- 已然形:寄れば・呪えば・喰えば・急げば

と分類する必要がある。
もう一つは連用形・連体形における「現在時制」と「過去または完了時制」の違いがある。連用形「書き・書いて」と連体形「書く・書いた」では、「連用・連体」の関係と「現在時制・過去または完了時制」の関係が直交しているため、二つではなく四つの活用形を用意しないと機械的には処理できない。そこで、「連用現在形」「連用過去完了形」「連体現在形」「連体過去完了形」などとする。
この結果、日本語の動詞の活用形は、「未然・連用・終止・連体・仮定・命令」の六つではなく、
- 未然形
- 打消形
- 連用現在形
- 連用過去完了形
- 終止形
- 連体現在形
- 連体過去完了形
- 仮定形
- 已然形
- 仮定形
- 命令形

の 11 個になる。日常会話レベルで「美味い！」（連体形）を「美味し！」（終止形）と表現することには特に問題はなく、とくに男性の名づけにおいては、「哲・聡（さとし）」「剛・毅（つよし）」「太（ふとし）」などの形容詞の終止形は珍しくない。
ささやかな問題点としては、いままで「終止形」だと思っていた国語辞典の見出し語が、じつは「連体形」であったということになるが、古典と現代文が混在するテキストを日本語処理するときに構文解析の手続きが（文法定義上において）ややこしくなる以上の弊害はない。「プログラマが理解しづらい」というのは、ユーザにもコンピュータにも何の関係もない。
また、この活用形以外に、語幹に相当する「原形」という活用形を考え、打消形を形態素である「な」「ぬ」「ず」「ん」と考えることもできる。そうすると使役の「せる/させる」・可能・受動/尊敬の「れる/られる」と統合できるため、日本語処理の分野では使われていることもある。
なお、この分類には助動詞「ます」に続く形は（「ございます」「おっしゃいます」「いらっしゃいませ」等）含まれていない。
活用型としては、文語文法では母音末尾動詞は一段活用・子音末尾動詞は四段活用という原則があったが、末尾音の「h」音が聞きとりづらくなったため、現代では a・o・u 音末尾動詞は「母音末尾だが五段活用」とされる。現代語の五段活用ワ行に分類される動詞は、古語辞典では h 音四段と対応する。
具体的には、日本語の動詞には「段で活用する」母音末尾の動詞と「行」で活用する子音末尾末尾の動詞があるとされるが、この違いを五十音図（つまりかなベース）で説明すると複雑になるため、ローマ字で説明しようという試みがある。ただし「五段ワ行」の説明がうまくゆかなかった。そこで「h 音の消失」を考慮に入れ、現代日本語に関しては末尾音を
```
* i/e 「見る(mi-)」「出る(de-)」
* a/o/u 「会う(a-)」「思う(omo-)」「食う(ku-)」
* k/g 「書く(kak-)」「漕ぐ(kog-)」
* s 「押す(os-)」
* t/r 「打つ(ut-)」「取る(tor-)」
* n/b/m 「死ぬ(sin-)」「飛ぶ(tob-)」「読む(yom-)」
```

の六グループに分類すればほぼ足りることが、計量言語学的に確かめられている。ただ文語に対しては、語幹が h 音で終わる語などを追加する必要がある。また、これにより、年代や地方性などが検出されることもある。
また、s 音末尾の五段活用動のうち「漢字一字＋ s音」は「サ変」、「漢字一字＋z＋i音」は「ザ変」との交絡があるため、「愛す／愛する」「感ず／感じる／感ずる」のような表現に対応を要す/要する。という。

### 形容詞の活用形
現代語では連用形「～く」と連体形「～い」があるが、文語では連用形「～く」と連体形「～き」以外に終止形「～し」がある。
活用型としては a 音末、o・u 音末、i音末、si 音末、e 音末がある。a 音末を o・u 音末と別立てにしたのは「赤く/赤う」「高く/高う」などの例があり、「ありがとう」「おめでとう」「もったいのう」など、定型表現に含まれていて出現頻度が高いからである。
ただし計量言語学による検証によれば i 音末は「みみっちい」ほか数語（「ずるっちい」「ばっちい」「ばばっちい」）があるのみであり、e 音末も「かそけし」「さやけし」「猛し」「むくつけし」等が文藝的表現として遺っているのみである。数が少なく、現代語の活用と一致しないため、活用形そのものをデータテーブル（=辞書）に登録することが日本語処理の分野では行われることがある。『新明解国語辞典』（三省堂、第七版）によれば、形容詞の活用形は
- 未然形「かろ」（「う」は含めない）
- 連用形「く」（用言、たとえば「なる」や助詞「て」に接続する）
- 連用形「かっ」（「た」は活用語尾に含めない）
- 終止形「し」で言いきる。
- 連体形（体言に接続し、助動詞「ようだ」「ような」に接続する）
- 仮定形（助詞「ば」に接続する）
- 命令形「かれ」

の七種に分類されている。

### 助動詞の活用形
助動詞「です」（「だ」「である」）「ます」も活用するが、不規則であるため、活用表（データテーブル）そのものを活用型と考えることが日本語処理においては行なわれる。
「だ」を助詞あるいは形態素に含めず、形容動詞に接続する助詞とみる立場もある。その場合、
- 未然形「だろ」
- 連用形「で」「に」
- 連用形「だっ」（「た」、「て」）に接続する
- 終止形「だ」
- 連体形「な」
- 仮定形「なら」

の六種に分類されている。
ただし、「です」「である」および「である」の「ある」や「ない」との交絡があり、確定的ではない。日本語処理の分野では、
- 未然形「でしょう」「だろう」「では（「ある」「ない」に接続するので、扱いとしては連用形）」「であろう」は「ある」の活用形。
- 連用形「でして」「で」。
- 連用形「だっ」（「て」「た」）に接続し、連用形・連体形になる。
- 終止形「です」「だ」
- 連体形「でした」「だった」。「で・あった」は動詞「ある」から派生。
- 仮定形「ある」の仮定形から「あらば」「あれば」になる。
- 命令形「あれ」の命令形から「であれ」になる。

といった扱いがされていたりするが、トレードシークレットに関わる問題でもあり、ほとんど企業内部からは出てこない。
なお、「活用語尾か形態素か接尾辞か」の分類について議論になっており、「助動詞」と呼称されているものには以下のようなものがある。
- 未然：「う」「よう」
- 打消：「ぬ」「ん」「ず」「ない」
- 被動・尊敬：「れる」「られる」
- 使役:「せる」「させる」「しむ」「しめる」
- 可能：「れる」「られる」
- 丁寧：「ます」
- 連体（言いきりとして終止に含めることもある）：「た」「だ」）
- 「たい」「たがる」 - 「たい」は欲求、「がる」は表出
- 伝聞・様態：「そうだ」
- 「ようだ」「みたいだ」
- 「らしい」
- 述語：「だ」「です」（いわゆる形容動詞の活用語尾として扱われることもある）
- 禁止：「な」
- 「まい」「まじ」

詳細は接尾辞の項を参照のこと。

### いわゆる形容動詞の活用形
文語「なり」「たり」も活用するが、「たり」は「と・あり」の省略形なので、動詞「あり」と同じ。いわゆる「タルト」活用（「堂々たる」など）は、「と・あり」から派生したため、やや不規則である。同じく形容動詞に分類されるもののうち、「複雑」などは「～な」「～に」と活用されると学校文法では教えられるが、単に助詞と考えたほうが文法記述が簡単になることが日本語処理の分野では知られている。

### 形態素の活用形
接尾辞の「使役、可能、尊敬・受動」を表す形態素は、動詞の活用形と同じである。ただし、運用上においては相互作用とも謂える相関関係があり、「書かせる」は正だが「書かす」は規範文法上は不正（というか、「俗」）とされるが、「書かせられる」よりも「書かされる」のほうが自然であるという意見もある。使役の形態素「-sase-」と「-sas-」の用法の違いについては、「日本語ネイティブにとっては分かりきったこと」なので、国語教育においてはほとんど問題にはされない。日本語教育においてはある程度重要な点ではあるので、強調はしておきたい。